# Pasitélès

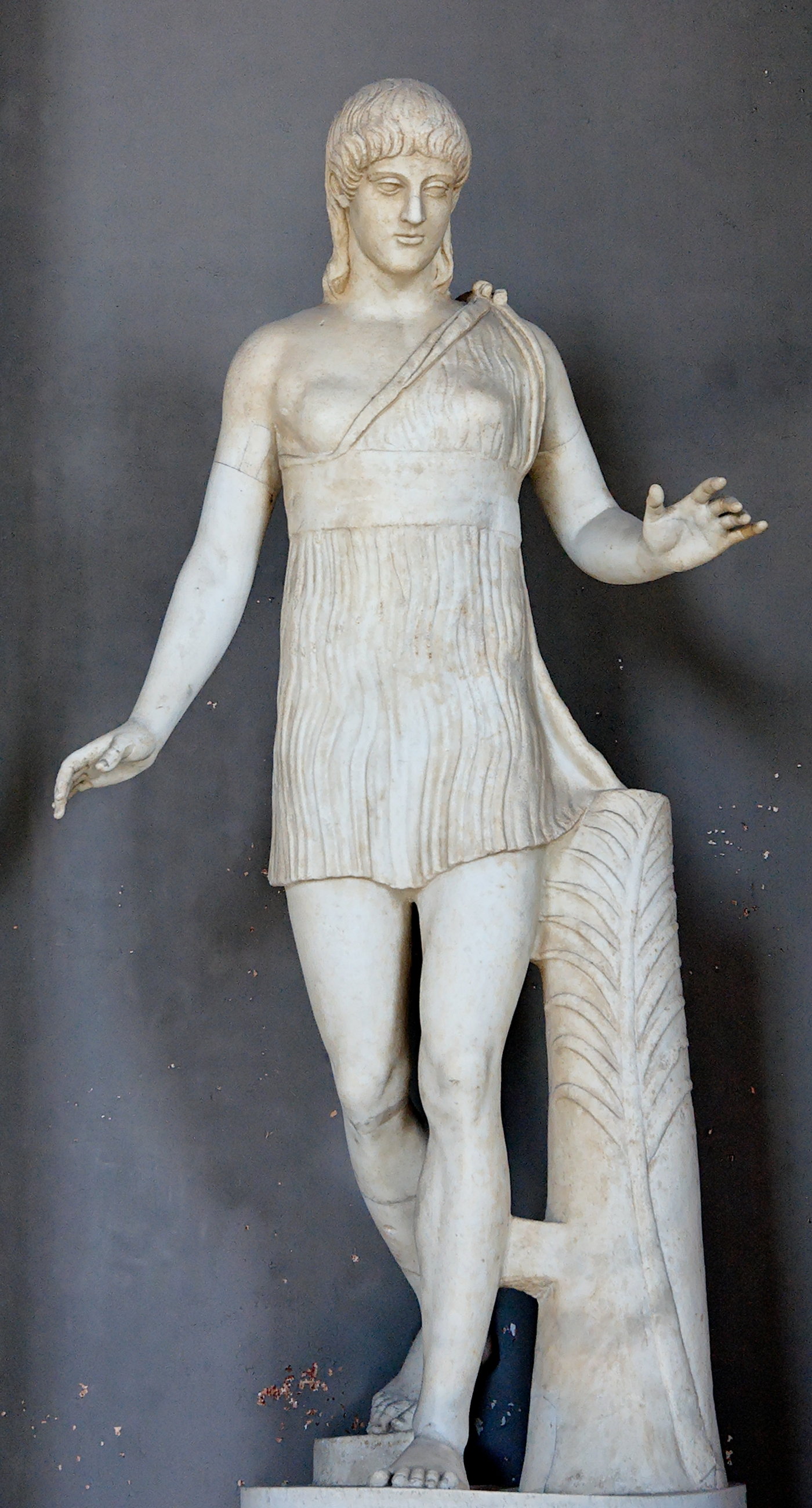
Statue de jeune fille dite Atalante, marbre du attribuée à Pasitélès (musée du Vatican)

Pasitélès (en grec ancien Πασιτέλης / Pasitélês, en latin Pasitelis) est un sculpteur grec de l'époque hellénistique récente (Ier siècle av. J.-C.).
Sa vie est mal connue. Pline l'Ancien, seule source à ce sujet, indique qu'il naît « sur les rives grecques de l'Italie », c'est-à-dire en Grande Grèce et qu'il est contemporain de Pompée. Il s'installe à Rome vers 89 av. J.-C. et reçoit le droit de citoyenneté.
Comme avant lui Antigone de Caryste et Xénocrate de Sicyone, Pasitélès est un spécialiste de la toreutique, c'est-à-dire du travail des métaux. Pline lui attribue une statue de Zeus en argent, réalisée pour des cités de Grande Grèce, une statue de lion et « de nombreuses œuvres, dont on ne cite pas les noms ».
Pasitélès est également connu pour ses œuvres théoriques : Pline mentionne son recueil disparu sur les Œuvres célèbres du monde entier (Opera nobilia in toto orbe) en cinq volumes. Ces œuvres, qu'il s'agit de reproduire pour les envoyer à Rome décorer des édifices sans rapport avec elles, seront dorénavant considérées comme « classiques » ou « universelles », détachées de leur contexte primitif pour prendre un sens nouveau.
Il est très apprécié de Varron, par l'intermédiaire duquel Pline connaît l'œuvre. On compte parmi ses disciples Stéphanos et Ménélaos.